# 血腸

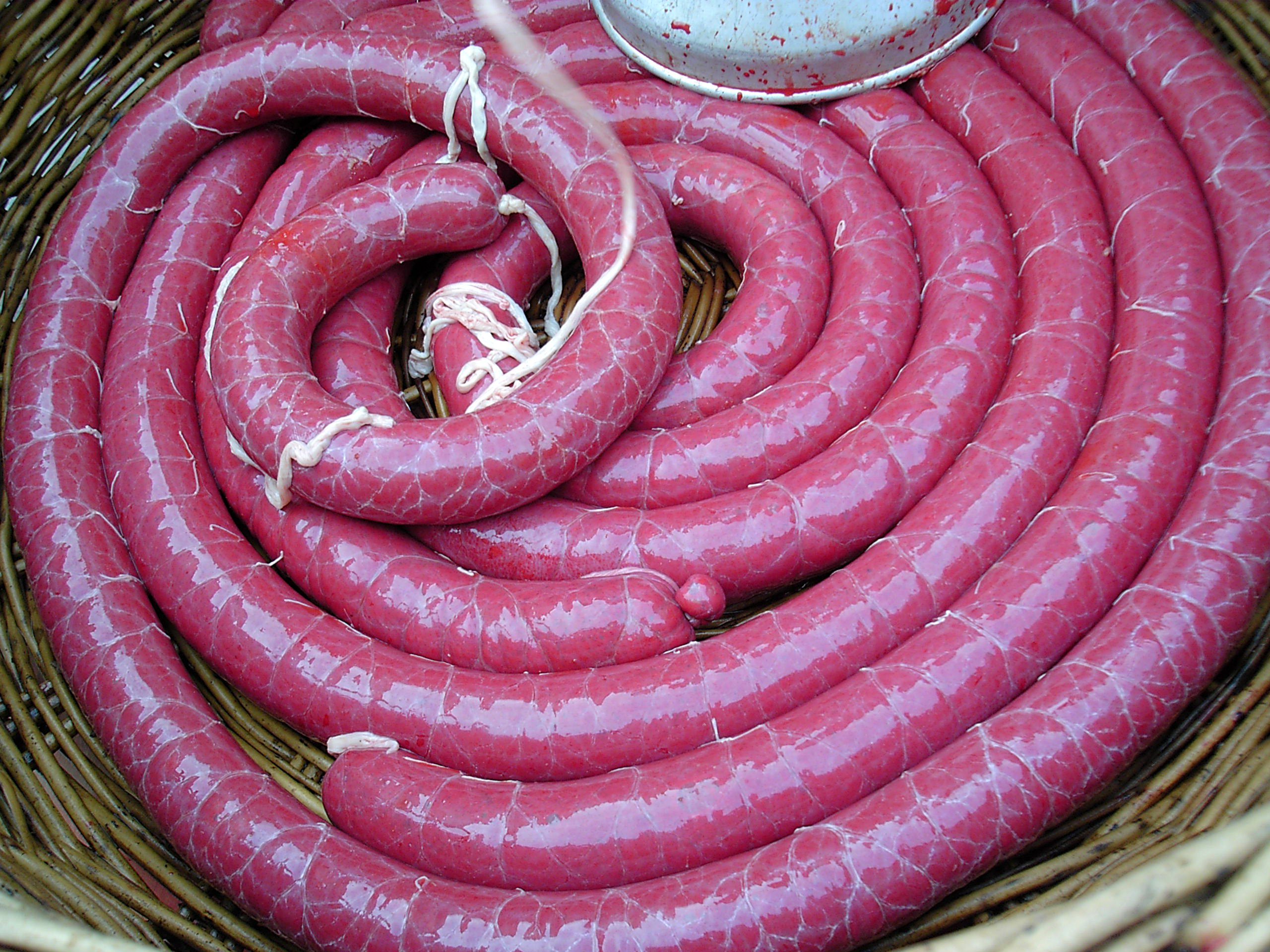
歐洲的血腸

血腸是香腸的一種，主要成份為動物的血，混入一些肉及脂肪。在歐洲國家，血腸主要使用豬血和牛血，羊血則較少使用，家禽的血則幾乎不使用。

## 地区分布

### 亞洲
亞洲不少地方的人都喜歡吃血腸。
血腸曾經為居住於中國东北的滿族和锡伯族祭祀祖先神靈所用，現在為当地传统家常菜，也是东北特色菜之一。這類血腸绝大多数用猪血制成，其制作过程大致是用盐反复揉搓清洗干净猪小肠，一端用线扎住，把新鲜猪血、盐、花椒等用料从另一端灌入肠中，再大火沸煮即可。制作精良的血肠营养丰富，是深受满族人喜爱的一道传统美食，常和酸菜、白肉等一同炖煮，在冬日裡食用。近年血肠在其它季节也较常见。
藏族牧民也喜欢吃血腸。居住於內蒙古西部的蒙古族居民用新鮮的羊血配以白麵、蔥花等製作血腸。
血腸在台灣屏東縣排灣族與魯凱族居民中也是一種尊貴的菜品。

### 歐洲
在葡萄牙菜中，血腸是一種常見的食品。
在英国（特别是苏格兰），血肠切片是英式早餐常见食物。血肠通常被切为矮圆柱体，主色调为黑色，故被英国人称为“黑布丁”（Black Pudding）。血肠制作的成分除了猪血或牛血外，还可以含有猪肉，鸭肉，肥猪肉等。另外还有一种源自苏格兰的与“黑布丁”非常相似的“白布丁”（White Pudding），唯一区别是不含血，仅由肉类和脂肪制作而成。

### 美洲
一种加有猪肉、猪肝和米饭的味道浓重的成串香肠，是路易斯安那州法国裔克利奥尔人烹调方法中的一种經典菜式。来自意大利和比利时的移民也有烹调血肠的传统。
在南美也有类似的血肠，是西班牙移民带去的。

## 類似食品
- 豬血糕
- 米灌腸
- 糯米肠
- 豬紅
- 黑布丁